# Mauri Nyberg-Noroma
Mauri Nyberg-Noroma   (Víborg, 31 de gener de 1908 - Pravdino, 23 de desembre de 1939) va ser un gimnasta artístic finlandès que va competir durant les dècades de 1920 i 1930.
El 1928 va prendre part en els Jocs Olímpics d'Amsterdam, on disputà les set proves del programa de gimnàstica. Destaca la cinquena posició en la competició del concurs complet per equips i les anelles i la sisena en el concurs individual, com a millors resultats. Quatre anys més tard, als Jocs de Los Angeles, disputà sis proves del programa de gimnàstica. Guanyà la medalla de bronze en la competició del concurs complet per equips, mentre en la barra fixa fou quarta. La tercera i darrera participació en uns Jocs fou el 1936, a Berlín, on disputà les vuit proves del programa de gimnàstica masculina. Guanyà la medalla de bronze en el concurs complet per equips, mentre en les altres proves finalitzà en posicions més endarrerides.
Morí durant la Guerra d'hivern entre Finlàndia i la Unió Soviètica.